# 이케가미통신기

이케가미통신기(池上通信機株式会社, Ikegami Tsushinki Co., Ltd., TYO: 6771)는 일본의 전문 및 방송 텔레비전 장비, 특히 전자 뉴스 수집 및 스튜디오용 프로페셔널 비디오 카메라 제조업체이다. 이 회사는 1946년에 설립되었다.

## 역사
이케가미는 최초의 휴대용 휴대용 TV 카메라를 출시했다. 이 카메라는 1962년 5월 CBS가 NASA의 오로라 7호 유인 우주 비행 발사를 기록하는 데 사용하면서 미국에서 첫 선을 보였다. 1972년에 이케가미는 ENG를 위한 최초의 소형 휴대용 컬러 비디오 카메라인 HL-33을 출시했다. 소형 ENG 카메라는 라이브 촬영을 더욱 쉽게 만들어 주며, 휴대용 비디오 테이프 레코더와 결합하여 방송되기 전에 처리가 필요한 16mm TV 뉴스 필름에 대한 즉각적인 대안을 제공했다. ENG 외에도 이 카메라는 영국의 외부 방송, 특히 훨씬 더 큰 기존 OB 카메라를 사용하여 캡처할 수 없었던 로밍 영상에 일부 사용되는 것으로 나타났다. 최신 HL-51은 ENG 및 EFP 이미지 획득 모두를 위해 방송사에서 인기를 끌었다.
이케가미는 고품질 텔레비전 카메라 제조업체로 알려져 있지만 VTR(비디오 레코더 메커니즘)을 만들지 않으며 소니의 베타캠 SP 및 DVCAM, 파나소닉의 DVCPRO와 같은 전문 비디오 형식의 라이센스를 받았다. 1995년에 이케가미는 에디트캠(Editcam)이라는 테이프 없는 비디오 수집 형식을 위해 아비드(Avid)와 협력했지만 거의 판매되지 않았다. 이케가미는 GFCAM 도시바라는 테이프 없는 카메라 형식을 개발했다.
1980년대 초 이케가미는 일본 비디오 게임 회사의 하청업체로서 아케이드 비디오 게임을 개발했다. 그들이 개발한 게임으로는 컴퓨터 오델로, 블록 피버, 몽키 매직, 콩고 봉고, 뽀빠이 (비디오 게임), 동키콩 (1981년 비디오 게임), 레이더 스코프, 셰리프, 스페이스 피버, 스페이스 파이어버드, 스페이드 데몬, 헬리 파이어, 스카이 스키퍼, 스페이스 런처, 잭슨 (비디오 게임)이 있다. 당시 컴퓨터 프로그램은 저작권이 있는 자료로 인정되지 않았다. 이들 소식통에 따르면, 이케가미는 동키콩 Jr.(1983년, 도쿄 지방 법원) 제작을 위한 동키콩 프로그램 코드의 무단 복제로 닌텐도를 고소했지만, 도쿄 고등 법원은 1989년이 되어서야 다음과 같은 판결을 내렸다. 프로그램 코드의 독창성을 인정했다. 1990년에 이케가미와 닌텐도는 합의에 도달했지만 그 조건은 공개되지 않았다.

## 제품
일부 이케가미 모델에는 ITC(산업용 텔레비전 카메라)-730, HL-79 HL-55, HL-V55 및 HL-99가 포함되었다. 이케가미는 디지털 표준 텔레비전(SDTV) 및 고선명 텔레비전(HDTV) TV 카메라 전체 제품군을 만든다.
이케가미 휴대용 텔레비전 카메라의 모델 번호 대부분은 일본어 원본 번역인 "핸디루키(Handy-Looky)"를 의미하는 첫 글자 "HL"로 시작된다.